# Wappen der Stadt Bamberg
Das Wappen der Stadt Bamberg zeigt den heiligen Georg.

## Beschreibung der Elemente

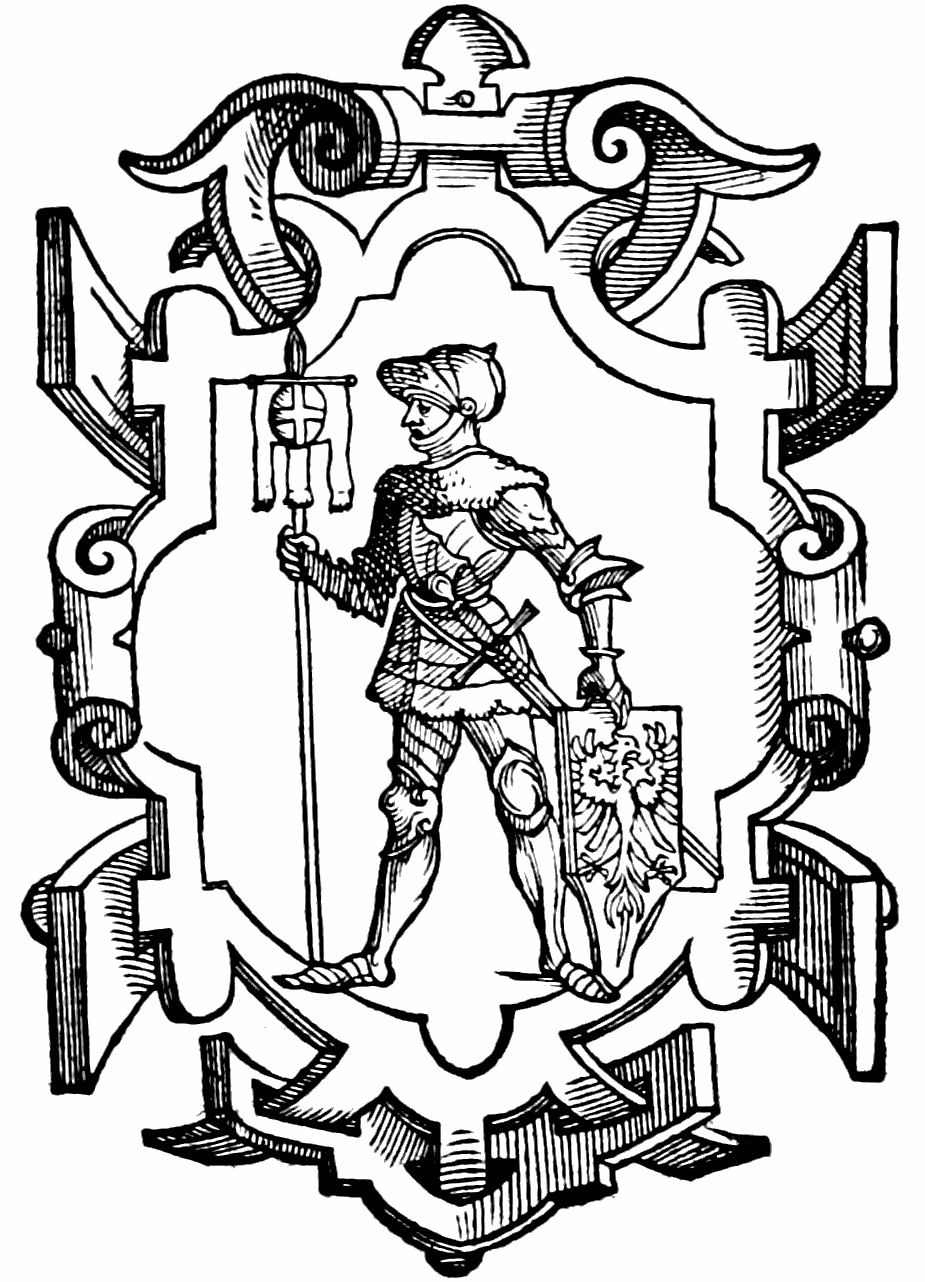
Turnierbuch 16. Jh.

Der heilige Georg gilt als Schutzpatron des Domkapitels. Zu erkennen ist er an dem Georgskreuz auf Brust und Fahne. Der Schild wird dem Adelsgeschlecht Andechs-Meranien zugeschrieben. Der heilige Georg hat hier zwei Funktionen: Er ist Gemeine Figur für das Wappen der Stadt Bamberg als auch Schildhalter für das Wappen der Grafen von Andechs-Meranien.

## Geschichte
Erste Verwendungen des Wappens in Form eines Siegels sind seit dem Jahr 1279 bekannt. Im Laufe wechselte die Gemeine Figur: Im 14. Jahrhundert war es Heinrich II. Im 15. und 16. Jahrhundert ist hingegen der Bamberger Löwe zu finden, bevor wieder der heilige Georg abgebildet wurde. Ebenso wurde im Schild der Adler durch einen Löwen ersetzt oder der kleine Schild fehlte gänzlich.